# 400 mètres
Le 400 mètres est une des épreuves de l'athlétisme, consistant à parcourir un sprint long représentant la distance du tour de piste en extérieur, à condition qu'elle mesure 400 m, et deux fois le tour sur une piste en salle de 200 m. Environ 440 yards pour les Anglo-saxons.

## Spécificités

### Déroulement de la course

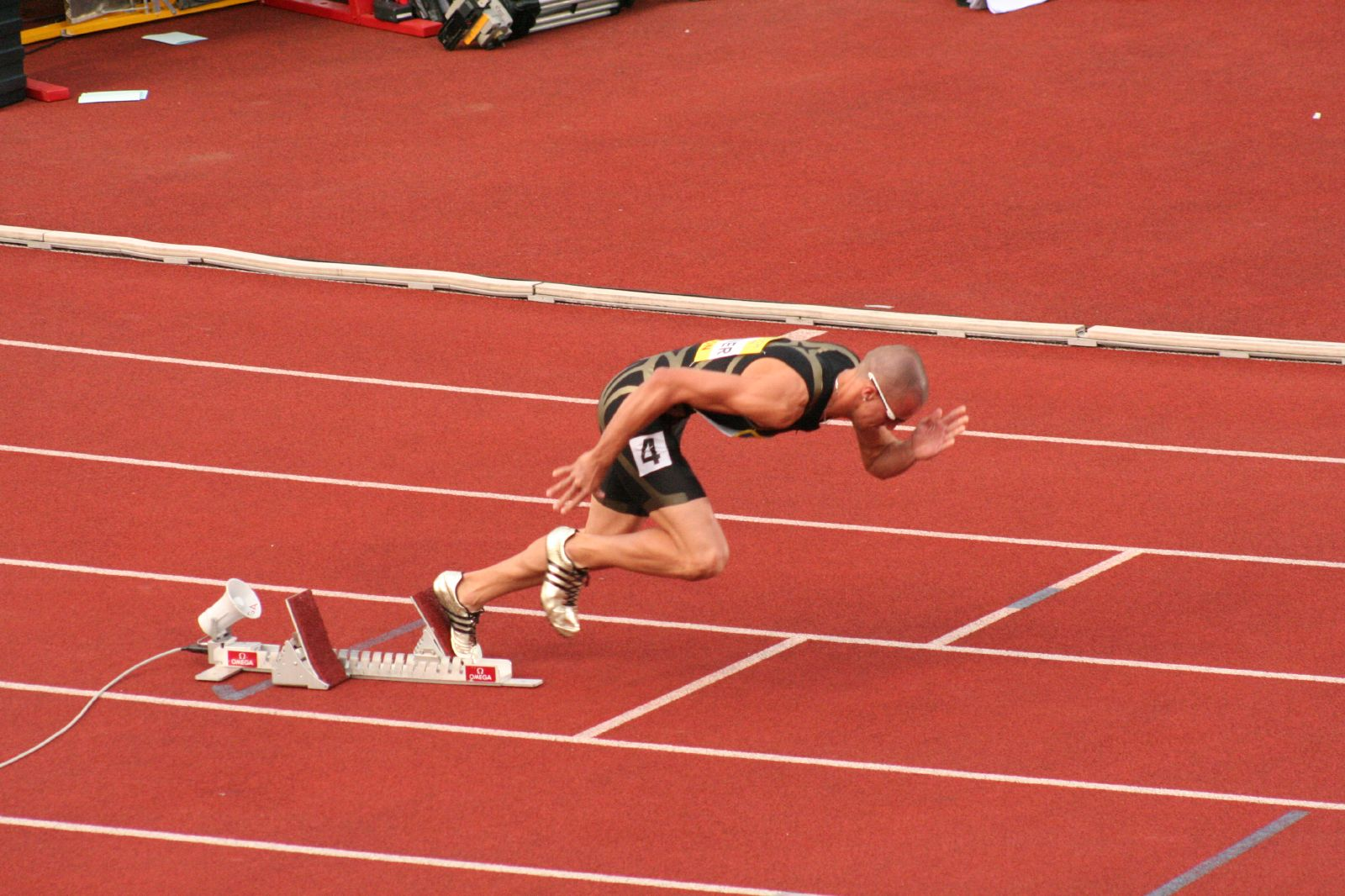
Départ d'un 400 mètres à l'aide de starting blocks.

Le 400 mètres est couru sur un tour de stade sur une piste extérieure, et sur deux tours de piste en salle. En extérieur, la piste doit rigoureusement mesurer 400 mètres (mais des pistes peuvent mesurer 350, 333, 300, 250 mètres) et doit comporter deux lignes droites parallèles et deux virages dont les rayons sont égaux (les virages ne sont pas forcément des demi-cercles sur toutes les pistes). Chaque athlète dispose d'un couloir séparé d'une largeur de 1,22 m marqué par des lignes blanches d’une largeur de 5 cm. La course est décomposée en cinq phases.

#### Le départ
Comme pour les autres épreuves de sprint, les coureurs de 400 mètres prennent leur départ à l'aide de Blocs de Départ (starting-blocks). Ils doivent ensuite conserver le couloir qui leur a été attribué d'un bout à l'autre de l'épreuve, sans empiéter sur la ligne de gauche de leur couloir.
Sur 400 mètres, le départ prend une importance moindre que sur 100 ou 200 mètres. Le temps de réaction y est en moyenne légèrement plus élevé que sur le sprint court. Les blocs de départ sont orientés légèrement vers l'intérieur de la piste, comme sur 200 m, de sorte que les athlètes peuvent rejoindre rapidement la corde, avant d'amorcer le virage.

#### Le premier virage
Après le départ, le sprinteurs accélèrent dans le virage. Au fur et à mesure que la vitesse s'accroît, la force centrifuge augmente. Afin de compenser cela, les sprinteurs se penchent vers l'intérieur de la piste.

#### La première ligne droite
À l'entrée de la première ligne droite (ou ligne opposée), les athlètes sont à leur vitesse maximale. Les temps de passage aux 200 mètres varient pour les meilleurs sprinteurs entre 20 s 5 et 21 s 5, et chez les femmes entre 22 s 5 et 23 s 5. Ce lien entre la première et la seconde partie de course correspond pour l'athlète à une phase de décélération en pente régulière jusqu’ à l’arrivée.

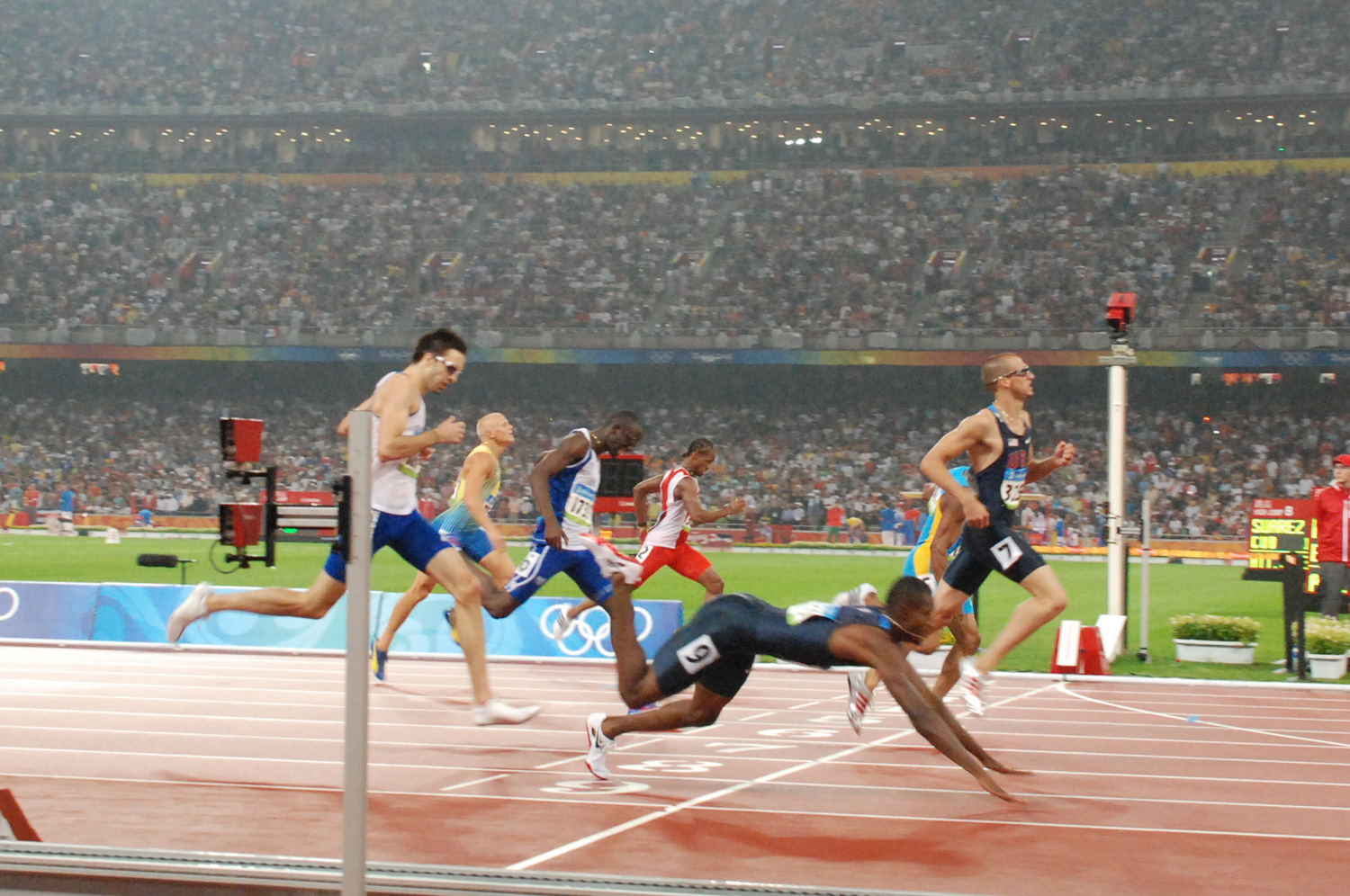
Arrivée du 400 m aux Jeux olympiques de Pékin en 2008.

#### Le deuxième virage
Dès approximativement 250 m, les sprinteurs perdent peu à peu de leur vitesse. Les muscles commencent à fatiguer en raison de l'effort intense et la puissance musculaire diminue. Ce phénomène  entraîne une perte progressive de vitesse, en fonction des athlètes et des conditions.

#### La dernière ligne droite
Après la sortie du virage, les athlètes ne peuvent plus courir aisément, la perte de vitesse s'accentue dans les derniers 50 mètres, et ils entament un combat mental pour rejoindre l'arrivée. Les athlètes décrivent ce moment comme s'ils « couraient contre un mur ». Les meilleurs athlètes finissent la course en 43 à 45 secondes pour les hommes et 48 à 50 secondes pour les femmes.

### Aspects techniques
Le 400 mètres est considéré comme un sprint long ou « sprint d'endurance » dans la mesure où il demande d'associer la vitesse du sprinteur et l'endurance du coureur de demi-fond court (800 mètres). Il est considéré par beaucoup comme une des épreuves d'athlétisme les plus exigeantes et les plus fatigantes car il requiert, en plus de la puissance physique, une capacité de résistance à la fatigue et à la douleur, ainsi qu'une gestion optimale de la fréquence de course. Un coureur aura besoin d'une foulée efficace et d'une bonne vitesse. Sur la fin de la course, il y a l'apparition d'acide lactique dans les muscles, contrairement aux sprints plus courts. La capacité de répartir équitablement la vitesse et l'énergie comme sur les autres épreuves de sprint est la première méthode qui vient à l'esprit pour courir le 400 mètres. Cependant, personne n'est capable de courir à pleine vitesse cette distance de bout en bout, car ce n'est pas qu'un sprint. Posséder une bonne vitesse sur 100 mètres ou sur 200 mètres peut être un énorme avantage pour les coureurs de 400 mètres, mais seulement s'ils savent répartir cette énergie d'une façon efficace.
Typiquement, le coureur de 400 mètres est soit un sprinteur soit un demi-fondeur. Ces deux types d'athlètes doivent avoir leur chances de succès sur cette distance. Certains athlètes possèdent les deux caractéristiques, celles du sprinteur et celle du demi-fondeur. Par exemple, Michael Johnson, champion olympique du 200 m et double champion olympique du 400 m est un exemple du coureur-type de 400 mètres. Au fil des ans, il a développé sa puissance et son endurance pour maintenir sa vitesse pendant plus longtemps que ses adversaires. Tommie Smith, champion olympique du 200 mètres en 1968 et détenteur des records du monde du 200 mètres et du 400 m, possédait des capacités similaires. En revanche, un athlète tel que Jeremy Wariner a des capacités de demi-fondeur plus que de sprinteur.
Généralement, un coureur de 400 mètres expérimenté a une différence d'une seconde entre son meilleur temps sur 200 mètres et le temps qu'il va mettre pour parcourir les 200 premiers mètres d'un 400 mètres. Pour un coureur novice, cette différence peut aller jusqu'à deux secondes. Pour prédire le temps potentiel sur 400 m pour un coureur de 200 m, une méthode est de multiplier par deux son temps sur 200 mètres et d'ajouter au résultat 3 s 5.
Un coureur de 200 mètres a un avantage certain sur la première partie de la course. Cependant, si l'athlète ne s'entraîne pas correctement, cet avantage peut être réduit rapidement à néant, à la fin de la course. Le demi-fondeur, quant à lui, a un avantage sur les 100 derniers mètres.
Néanmoins, on constate que les athlètes sprinteurs brillent plus souvent, principalement parce que leurs capacités de résistance sont plus facilement développables que les capacités de vitesse d'un coureur de demi-fond.

## Historique

### Hommes

#### XIXesiècle: les pionniers

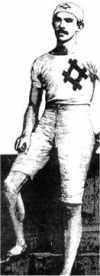
Laurence Myers

Inspiré du diaulique des Grecs (double stade, soit 384,54 m), le 400 mètres dérive d' une création des Britanniques qui, au XIXe siècle, en assurent le découpage à partir du mile anglais : le 440 yd. Celui-ci, représente un quart de mile (402,17 m). La première trace chronométrique connue remonte à 1799 lorsque l'un des capitaines des troupes de l'amiral Nelson parcourt cette distance en 56 secondes. Il faut toutefois attendre la deuxième moitié du XIXe siècle pour voir le quart de mile prendre son essor, tout d'abord en Angleterre, puis aux États-Unis.
À partir des années 1840, des athlètes professionnels venus des États-Unis et de Grande-Bretagne s'affrontent dans des réunions donnant lieu à des paris. Le 17 mai 1865, à Dublin, est enregistré le premier record du monde sur 440 yd. Il est l'œuvre du Britannique E.L. Hunt en 53 s 7. Quelques mois plus tard, à Londres, ce record est pulvérisé de plus de trois secondes par un autre Britannique, Charles Guy-Pyn, qui se rapproche de la barrière des cinquante secondes (50 s 3).
Trois ans plus tard, en 1868, lors des championnats d'Angleterre, se mesurent les deux meilleurs coureurs de l'époque Ed Ridley et Edward J. Colbeck. Cependant ce duel tourne court par la faute d'un mouton présent en plein milieu de la piste cendrée. Mais le premier « phénomène » dominant véritablement la discipline vient de l'autre côté de l'Atlantique : du 100 yd (environ 91 m) aux 880 yards (804 m), rien n'échappe à Laurence Myers de 1879 à 1886. Acceptant les propositions des promoteurs américains, il se livrera jusqu'à la fin de sa carrière à des défis rémunérés de chaque côté de l'Atlantique. Vers la fin du XIXe siècle, le Britannique Charles Lennox Tindall réussit 48 s 5 au 440 yards, performance inégalée jusqu'en 1895. À New York, des organisateurs mettent en place des courses en ligne droite sur hippodrome.

#### 1896-1948: l'hégémonie américaine

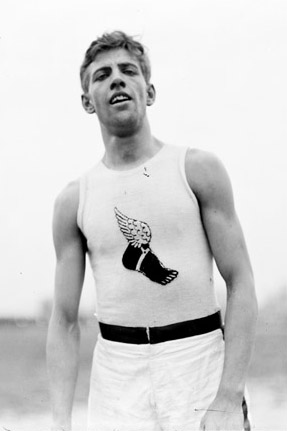
Harry Hillman, champion olympique en 1904

Pendant la première moitié du XXe siècle, plusieurs athlètes font évoluer la discipline : l'Américain Thomas Burke, premier champion olympique du 400 m de l'histoire en 1896 (54 s 2) et son compatriote Maxey Long imbattable au début des années 1900 et champion olympique à Paris. Quatre ans plus tard, à Saint Louis, Harry Hillman remporte la médaille d'or sur son sol. Aux Jeux olympiques de Stockholm de 1912, le 400 mètres est couru pour la première fois en couloirs et bénéficie d'un chronométrage au dixième de seconde. l'Américain Charles Reidpath remporte le titre olympique. Durant la Première Guerre mondiale, son compatriote Ted Meredith domine les épreuves du 440 yards et améliore le record du monde de Maxey Long en 47 s 2.
En 1924, le Britannique Éric Liddell, devient champion olympique à Paris en établissant un nouveau record du monde du 400 mètres (47 s 6) alors qu'il n'avait jamais couru en moins de 49 secondes avant. Il sera à jamais immortalisé dans le film Les Chariots de feu de Hugh Hudson. À partir de 1928, les Américains reprennent la main sur la distance par l'intermédiaire d'Emerson Spencer ou de Ray Barbuti, champion olympique en 1928. Plus tard, Benjamin Eastman surnommé « White Blizzard » et initiateur d’un nouveau souffle (46 s 4 en 1932 lors des Jeux olympiques de Los Angeles), révolutionne la discipline par ses départs rapides et sa puissance de foulée. Eastman est bientôt supplanté par Bill Carr (46 s 2 lors de ces mêmes Jeux) ou encore Archie Williams, chef de file de la nouvelle génération de « quarter milers » américains (46 s 1 en 1936).
Au début de la Seconde Guerre mondiale, Rudolf Harbig, athlète allemand de 25 ans venu du fond et du demi-fond, redynamise la discipline, notamment grâce à ses duels avec l'Italien Mario Lanzi, spécialiste du 800 mètres. Harbig établit un nouveau record mondial en 46 s 0.

#### 1948-1968: la contestation jamaïcaine
Après la Seconde Guerre mondiale, la Jamaïque vient troubler la domination des athlètes anglais et américains. Arthur Wint remporte l'or olympique à Londres en 1948 alors que perce un nouveau phénomène du 400 m, Herbert McKenley, qui établit un nouveau record du monde du 440 yards (46 s 2). Spécialiste du sprint court, McKenley règne sur la discipline en utilisant toujours la même tactique : effectuer un départ rapide et maintenir une vitesse maximale le plus longtemps possible. Le 23 août 1946, il réalise le temps de 45 s 0 sur 440 yard en ligne droite, performance non homologuée par l'IAAF. Le 2 juillet 1948 à Milwaukee, il réalise 45 s 9 sur 400 m, soit le nouveau record du monde. Il sera dépossédé de son bien deux ans plus tard par son compatriote George Rhoden (45 s 8), champion olympique en 1952 à Helsinki.
Les athlètes américains reprennent le pouvoir au milieu des années 1950. Lou Jones, ancien joueur de football américain a réalisé 47 s 7 dès sa première compétition. En 1956, lors du meeting de Los Angeles, il améliore le record du monde du 400 mètres en 45 s 2. Quelques semaines plus tard, aux Jeux olympiques de Melbourne, il doit cependant subir la loi de son compatriote Charlie Jenkins qui s'avère le plus résistant dans une course marquée par une forte bourrasque de vent. Dès 1959, l'athlète allemand Carl Kaufmann, spécialiste du 200 mètres, fait le pari du tour de piste. Ainsi, il améliore en 1959 le vieux record d'Europe de Rudolf Harbig en 45 s 8, et réalise 45 s 4 l'année suivante. La riposte américaine ne se fait pas tarder. Otis Davis, ancien basketteur converti au sprint, descend sous la barre des 46 secondes dès ses premières courses. Il remporte le titre olympique des Jeux de Rome en devenant le premier homme à franchir la barrière des 45 secondes (44 s 9). Davis et Kaufmann sont départagés à l'aide de la photo-finish. Le réservoir des quarter-miler américains semble inépuisable. À Tokyo en 1964, Michael Larrabee, alors âgé de trente-deux ans, s'impose en finale olympique. En 1967, Tommie Smith, spécialiste du 200m améliore à son tour le record du monde de la distance en 44 s 5.

#### 1968-1988: l'ère des 43 secondes

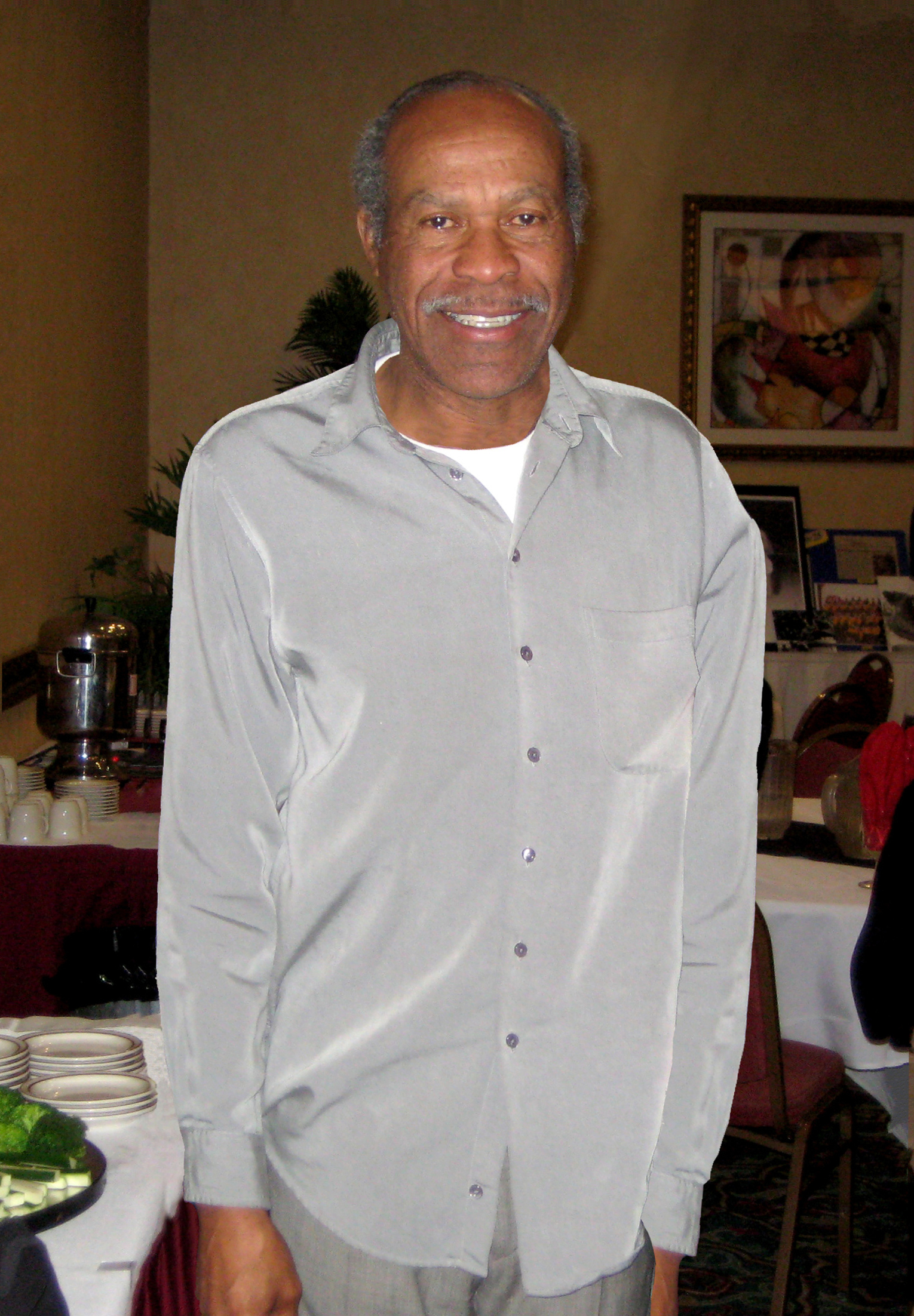
Lee Evans

1968 marque un tournant majeur dans l'évolution du 400 mètres. Dès les sélections olympiques américaines, en septembre à Echo Summit près de South Lake Tahoe, Lee Evans et Larry James améliorent tous les deux le record du monde, Evans en 44 s 1 (44 s 06) et James en 44 s 2 (44 s 19). Pourtant le record d'Evans n'est pas homologué car il utilise des pointes considérées comme illégales par la Fédération internationale d'athlétisme (IAAF). C'est donc James qui récupère le record. Quelques semaines plus tard, à Mexico, les Américains font quand même figure de favoris et avec raison. Lors de la finale, Lee Evans, Larry James et Ron Freeman finissent aux trois premières places. Evans conquiert le record du monde en 43 s 86, soit le premier chrono en moins de 44 secondes de tous les temps. James l'imite avec 43 s 97. Pourtant aux dires d' Evans lui-même, les Américains ont été avantagés en ayant pu s'entraîner à South Lake Tahoe, pendant tout l'été, sachant que le stade qui s' y trouve est en altitude, tout comme la piste de Mexico. Le record du monde d' Evans tiendra 20 ans.
À la suite des jeux de Mexico, les Américains perdent peu à peu leur suprématie malgré le titre olympique acquis en 1972 par Vince Matthews, le quatrième relayeur médaillé d'or en 1968. En effet dès le milieu des années 1970, le Cubain Alberto Juantorena, surnommé « El Caballo » (le cheval) en raison de son immense foulée commence à s'imposer sur la discipline. En 1976, il devient le premier non Américain depuis 1952 à être sacré champion olympique lors des Jeux de Montréal, avant que le Soviétique Viktor Markin, parfait inconnu (sauf des soviétiques) jusqu'alors, ne profite de l'absence des Américains quatre ans plus tard pour devenir le premier européen médaillé d'or olympique sur cette distance depuis Eric Liddell en 1924.
En 1983, lors des premiers championnats du monde à Helsinki, les Américains ne sont toujours pas au rendez-vous et sont surclassés par le Jamaïcain Bert Cameron. La reconquête de cette distance par les neveux de l'oncle Sam n'intervient que l'année suivante aux Jeux olympiques de Los Angeles où le jeune Alonzo Babers fait sensation en remportant la médaille d'or.
Malgré le titre mondial qui leur échappe encore en 1987 (l' allemand de l' est Thomas Schonlebe étant vainqueur à Rome), les Américains entament dès lors une nouvelle domination de cette épreuve.

#### 1988-2001: le renouveau

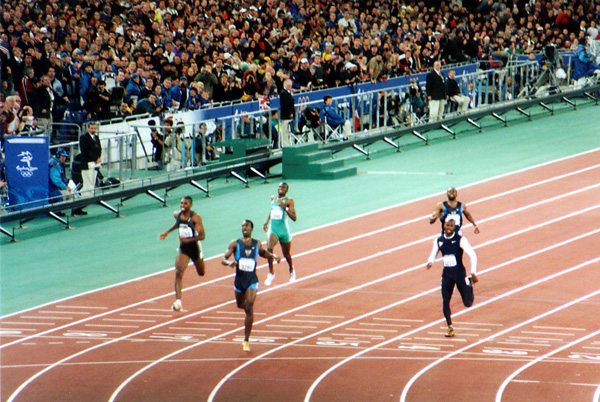
Victoire de Michael Johnson lors des Jeux olympiques de Sydney en 2000

En 1988, l'Américain Harry Butch Reynolds est déjà le troisième performeur de tous les temps (44 s 10 l'année précédente à Columbus). Grâce à ce temps, il est également le détenteur du record du monde au niveau de la mer, la performance de Lee Evans ayant été réalisée à l'altitude de Mexico soit à plus de 2 200 m. Aux sélections olympiques américaines en juillet 1988 à Indianapolis, Reynolds enfonce le clou et devient le premier homme à courir en moins de 44 secondes au niveau de la mer. Avec cette performance de 43 s 93, il se rapproche à seulement sept centièmes du record du monde de Evans. Il n'est d'ailleurs pas le seul à réaliser cette performance, puisque son dauphin Danny Everett passe lui aussi cette barre symbolique grâce à un chrono de 43 s 98.
Un mois plus tard, Butch Reynolds remet cela lors du prestigieux meeting[pourquoi ?] de Zurich, au cours duquel il pulvérise le record du monde de Lee Evans en remportant la course en 43 s 29 soit 57 centièmes de mieux que son compatriote vingt ans avant lui. Grand favori des Jeux, qui se déroulent à Séoul, fin septembre, Reynolds se fait néanmoins surprendre par le jeune Steve Lewis, qui devient à cette occasion le plus jeune champion olympique de l'histoire de la discipline, étant âgé de seulement 19 ans. Le temps qu'il a réalisé lors de la finale (43 s 87) reste par ailleurs l'actuel record du monde junior de la discipline et le seul chrono en moins de 44 secondes dans cette catégorie.
Pourtant, le 400 mètres connaît un revers quand Butch Reynolds est convaincu de dopage en 1990, laissant planer le doute quant à la légitimité de son record du monde. Les performances continuent leur progression deux ans plus tard lors des sélections américaines, au cours desquelles Quincy Watts devient le sixième homme à passer sous les 44 secondes lors des demi-finales: 43 s 98 après avoir couru 44 s 00 début juin. En l'absence de Reynolds, encore privé de Jeux bien qu'ayant participé aux « Trials », Everett Lewis, champion olympique en titre et Watts représenteront les États-Unis lors des Jeux olympiques de Barcelone. Entre-temps, bien qu'absent sur 400 m en individuel mais membre du relais 4×400 m, le jeune Michael Johnson passe également 44 secondes lors du meeting de Londres au stade de Crystal Palace début juillet.
Cependant, aux Jeux Olympiques, contre toute attente, ce n'est pas Everett mais Quincy Watts qui fait impression début août 1992 à Barcelone en battant par deux fois le record olympique, détenu par Evans depuis maintenant 24 ans. En effet, Watts le porte une première fois à 43 s 71 en demi-finale avant de l'élever à 43 s 50 en finale soit la deuxième performance de tous les temps derrière le record du monde de Reynolds.
Cependant, le règne de Watts ne dure guère, bien qu'auréolé d'une dernière victoire fin août 1992 à Zurich. Dès l'année suivante, l'Américain est effectivement supplanté par son compatriote Michael Johnson qui remporte les Championnats des États-Unis avant de s'octroyer le titre mondial à Stuttgart quelques semaines plus tard assorti de la troisième performance de tous les temps (43 s 65). Johnson commence alors un règne qui durera jusqu'à sa retraite en 2001. Peu inquiété pendant cette période, si ce n'est par un Butch Reynolds renaissant (1993-1996) ou par le Britannique Roger Black (deuxième à Atlanta en 1996), il y conquiert quatre titres mondiaux (1993, 1995, 1997 et 1999) et deux titres olympiques (1996 et 2000). En 1999 à Séville, il assied définitivement sa domination sur la distance en établissant un nouveau record du monde en 43 s 18.

#### 2001-présent: les Américains dominateurs

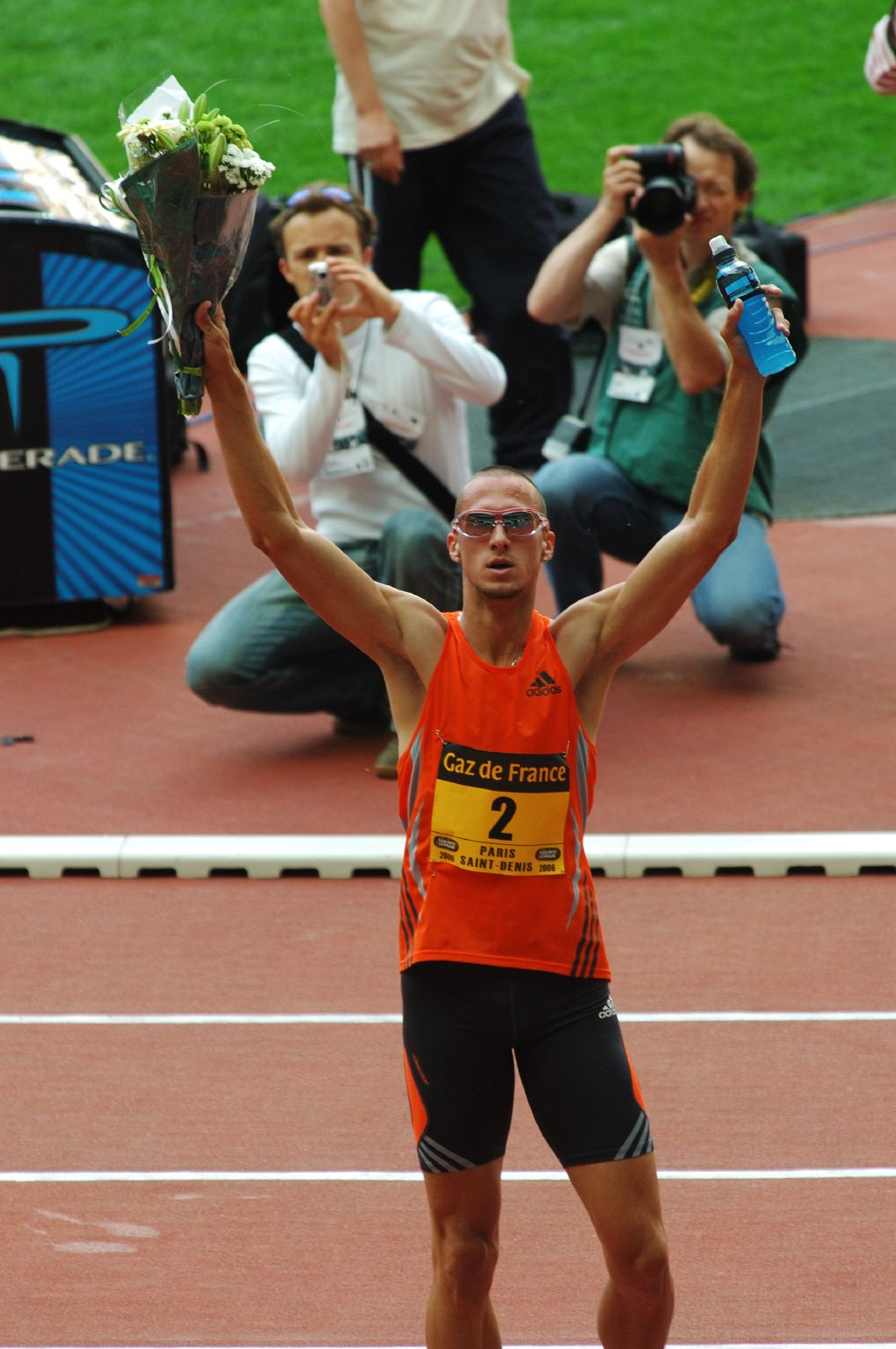
L'Américain Jeremy Wariner en 2006

La retraite de Johnson en 2001 marque un léger retrait en matière de performances et il faut attendre l'année 2004 et l'arrivée de Jeremy Wariner, à Athènes, récent vainqueur des « Trials » et jusqu'alors inconnu dans le monde de l'athlétisme, pour qu'elle retrouve un second souffle. En effet lors des Jeux olympiques, Wariner, texan tout comme l' est Johnson remporte la course la plus rapide depuis les Jeux de Sydney en l'an 2000. À tout juste vingt ans il devient par ailleurs le huitième performeur de tous les temps avec 44 s 00, chrono qu'il confirme l'année suivante en gagnant le titre mondial avec le premier chrono en moins de 44 secondes de sa carrière (43 s 93). Déjà désigné comme étant un successeur possible de Michael Johnson, il fait encore descendre ses chronos en devenant en 2006 quatrième meilleur performeur de l'histoire avec 43 s 62.
Un peu seul à ce niveau, il commence à trouver de la concurrence avec l'émergence dès la fin de l'année 2006 de LaShawn Merritt, deuxième lors des Mondiaux 2007 en 43 s 96. Pourtant, ni Wariner, ni Merritt ne veulent s'arrêter où ils en sont, le premier ayant fait son objectif de battre le record du monde de son désormais mentor Michael Johnson et de devenir le premier homme à courir en 42 secondes. Signe d'une nouvelle domination de leur part, les Américains ont réalisé entre 2004 et 2008 trois triplés en grands championnats (Jeux olympiques 2004 et 2008 et championnats du monde 2007) avec comme constante, la présence de Jeremy Wariner.
Depuis 2008, LaShawn Merritt domine la discipline avec un Wariner manifestement en retrait. S'observe également l'émergence de jeunes Grenadins talentueux comme le champion du monde 2011 Kirani James ou son compatriote Rondell Bartholomew et un renouveau européen avec les frères Borlée. Les bilans 2012 pré-JO de Londres mettent en évidence l'éclosion du jeune dominicain Luguelín Santos, 18 ans seulement, et la confirmation des américains LaShawn Merritt et Tony McQuay qui s'était distingué en 2011 en remportant le titre du 400 mètres des Championnats des États-Unis, à Eugene avec la 2e MPMA devant ses compatriotes Jeremy Wariner et Greg Nixon.
Ces dernières années ont également vu l'éclosion d'un nouveau prodige. Déjà performant lors des championnats du monde de 2015, le Sud-Africain Wayde Van Niekerk va rentrer dans la légende de la discipline aux jeux olympiques de Rio en 2016. Pourtant parti du couloir 8, considéré comme un des plus mauvais couloir en raison de sa position à l'extérieur de la piste, Van Niekerk ne calcule pas et pulvérise le record du monde en 43 s 03.
En 2017, il devient également champion du monde à Londres.

### Femmes

#### 1950-1974: les premières compétitions

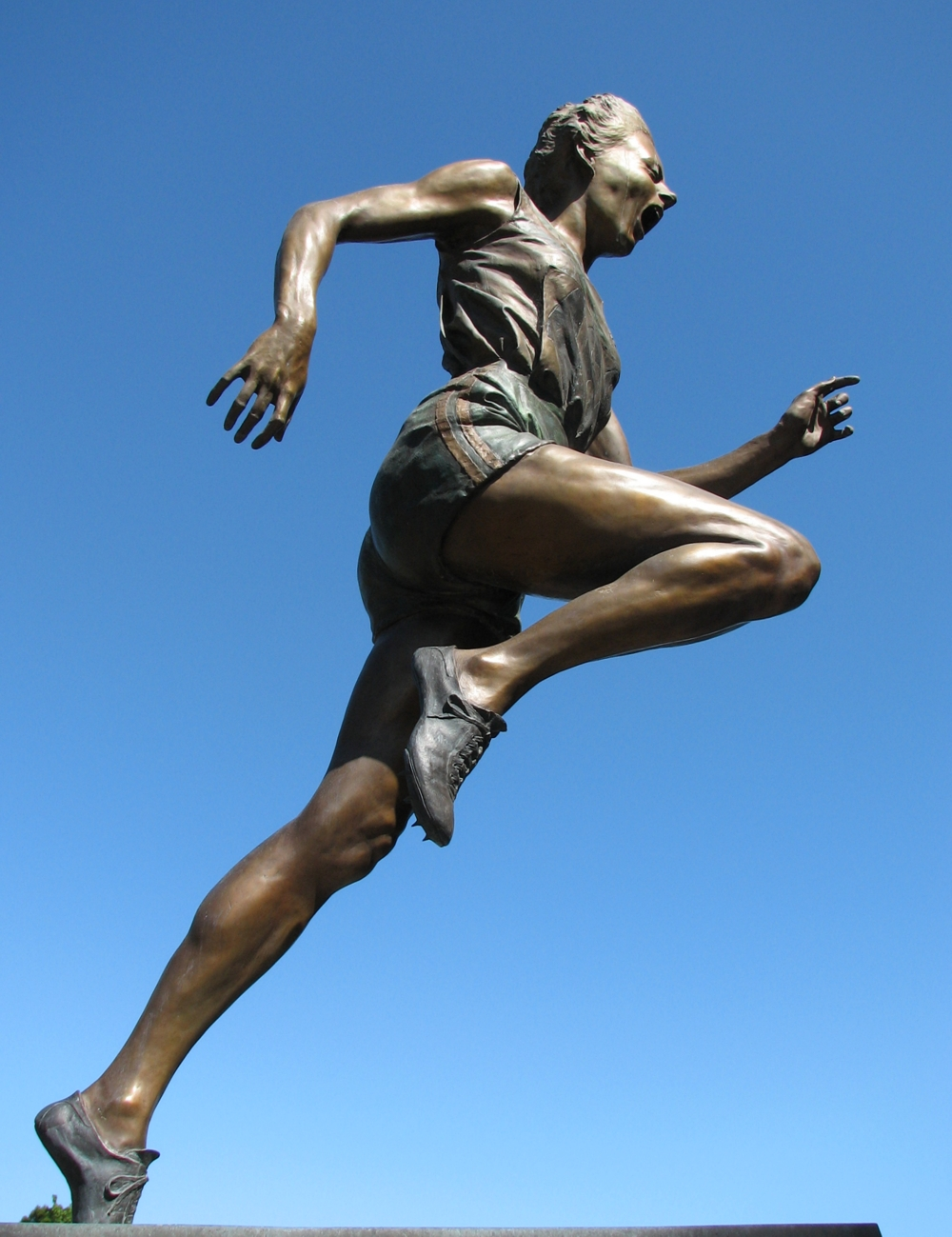
Statue de Betty Cuthbert à Melbourne.

Des premières confrontations féminines sur le tour de piste sont recensées dès les années 1920 sur 440 yards. Elles sont dominées notamment par des britanniques, à l'image de Mary Lines et de Eileen Edwards. Il faut attendre les années 1950 pour découvrir les premières coureuses de 400 m. La Soviétique Maria Itkina descend sous les 54 secondes en 1957 (53 s 4), mais très vite, la Nord-Coréenne Shin Kim Dan améliore cette performance (51 s 9 en 1962). Ces deux athlètes font, à l'époque, l'objet de soupçons sur leur féminité. Shin Kim Dan, athlète aux jambes musclées et s'entrainant comme les hommes, ne subira jamais de test de féminité dans une compétition internationale car son pays, la Corée du Nord, est exclue du Comité international olympique et de l'IAAF. Ses différents records du monde restent cependant homologués.
En 1964, Betty Cuthbert, déjà triple championne olympique à Melbourne huit ans auparavant, devient la première femme médaillée d’or sur 400 mètres lors des Jeux olympiques de Tokyo. À l’occasion de ces Jeux, la barre des 53 secondes a été franchie et préfigure déjà d’une évolution des performances. L’arrivée du 400 mètres dans les grandes compétitions mondiales va alors provoquer un développement spectaculaire de cette épreuve. Quatre ans plus tard, à la surprise générale, la Française Colette Besson bat la grande favorite, la Britannique Lillian Board dans un temps relativement similaire à celui de Cuthbert. Pour s’habituer à l’altitude de Mexico, Besson avait passé plusieurs semaines à Font Romeu dans les Pyrénées. L'année suivante (1969), la Française Nicole Duclos triomphe aux Championnats d'Europe en Grèce. Elle devance sa compatriote sur le fil en établissant un nouveau record du monde, 51 s 72. Colette Besson étant créditée du même temps manuel (51 s 7).

#### 1974-1989: l’hégémonie de l’Est

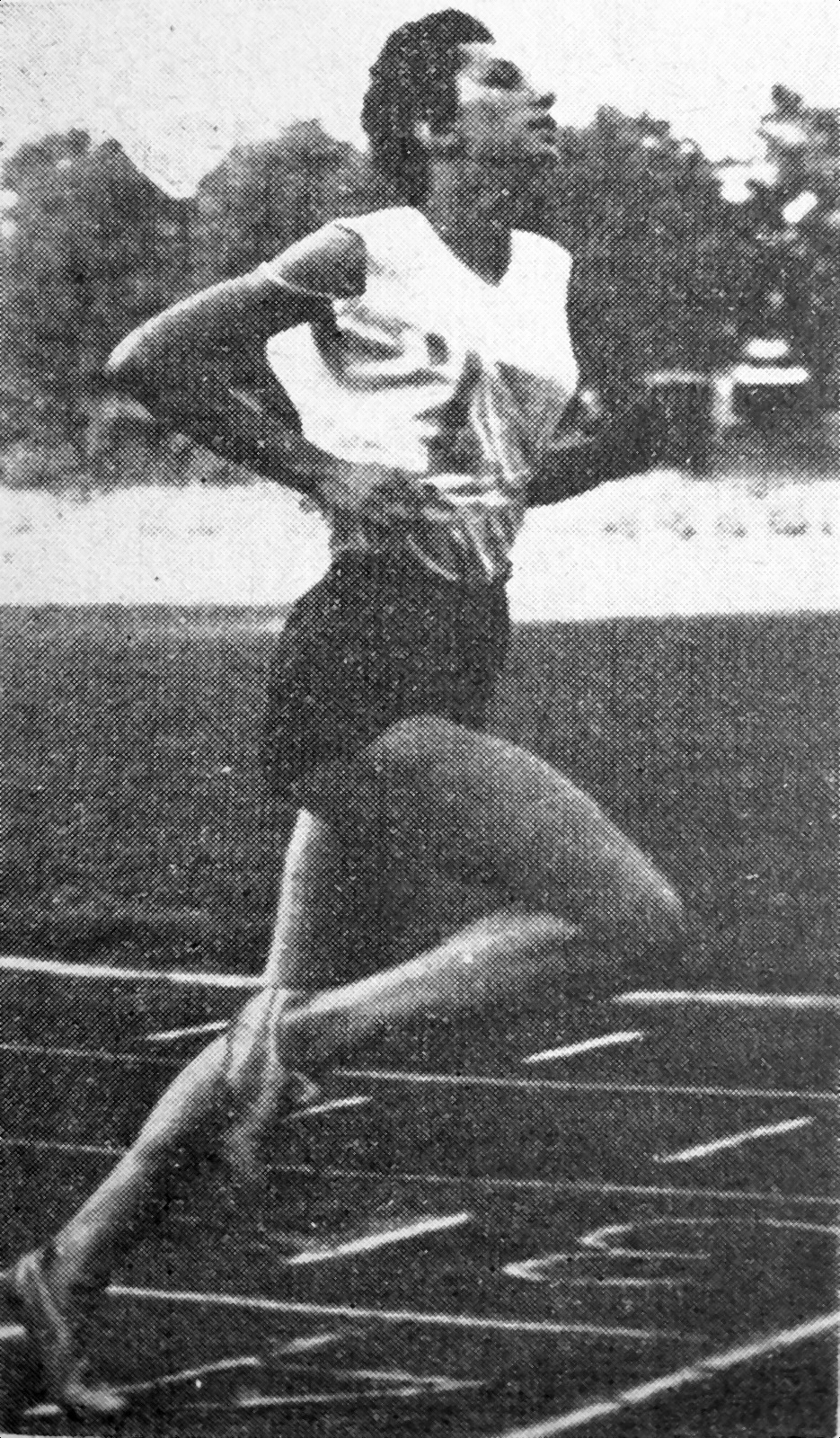
Irena Szewinska

Pourtant, ce n’est qu’au début des années 1970 que le 400 mètres féminin amorce réellement un bond en avant. En 1974, le record du monde qui appartient encore à Cuthbert gagne une seconde et passe sous les 51 secondes. En 1976, l’arrivée des coureuses de l’Est, notamment Christina Brehmer et Irena Szewinska à l’approche des Jeux olympiques de Montréal, fait encore progresser la meilleure marque qui franchit la barre symbolique des 50 secondes (49 s 29 pour Szewinska en finale des Jeux).
Deux ans plus tard, l’Allemande de l’Est Marita Koch explose au niveau mondial en devenant la première femme à courir en 48 secondes (à Prague en 48 s 94 lors des Championnats d'Europe). Devenant championne olympique en 1980 à Moscou, puis à nouveau championne d’Europe en 1982 à Athènes en abaissant son record à 48 s 16, elle se heurte ensuite à la concurrence de la Tchécoslovaque Jarmila Kratochvilova qui devient un an plus tard lors des premiers championnats du monde d’athlétisme à Helsinki la première femme à passer sous les 48 secondes (47 s 99 ; cette marque est toujours le record des championnats et la deuxième performance de tous les temps). L’année suivante, aux Jeux olympiques de Los Angeles, les Américaines débarrassées de l’opposition des athlètes du bloc de l’Est à cause du boycott soviétique tentent de récupérer leur retard quand Valerie Brisco-Hooks devient la troisième femme à franchir les 49 secondes. Koch réapparaît l’année suivante et reprend son record du monde en pulvérisant de presque quatre dixièmes celui de Kratochvilova avec 47 s 60, qui reste l’actuelle meilleure marque de tous les temps. Après un dernier titre européen en 1986, Koch se retire des pistes à cause des contrôles antidopage qui deviennent de plus en plus contraignants[réf. nécessaire]. À la fin des années 1980, l’URSS envoie Olga Bryzgina qui devient championne du monde en 1987 puis championne olympique un an plus tard à Séoul, assorti d’un record olympique (48 s 65).

#### 1990-2000: chute du bloc de l’Est – La domination de Pérec

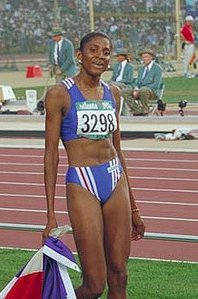
Marie-José Pérec lors des Jeux olympiques de 1996

La chute du bloc soviétique et la réunification allemande s’opèrent dès 1990 lors des Championnats d'Europe qui voient la jeune Grit Breuer, tout juste 18 ans, remporter le titre. Un an plus tard à Tokyo lors des Championnats du monde, Breuer est pourtant surclassée par la Française Marie-José Pérec, surnommée la Gazelle en raison de sa foulée ample, troisième à Split un an auparavant. Dès ce moment et en l’absence de Breuer, condamnée à deux ans de suspension pour dopage en 1992, Pérec commence une domination qui ne cessera qu’en 1996. À vingt ans, elle devient détentrice du record de France en 51 s 35, succédant à sa compatriote Colette Besson et son record national datant de 1968. Elle remporte la médaille d'or des Jeux olympiques de 1992 en surclassant la Russe Olga Bryzgina qui tentait de conserver son titre. Pérec préférant se consacrer au 200 mètres l'année suivante, les Championnats du monde 1993 reviennent à l'américaine Jearl Miles-Clark dans un temps inférieur d'une seconde à celui réalisée par la Française l'année précédente. La parenthèse refermée, Pérec revient l'année suivante sur sa distance de prédilection, et remporte les Championnats d'Europe et la finale du Grand Prix à Paris. En 1995, à Göteborg elle devient une nouvelle fois championne du monde.
Aux Jeux olympiques de 1996 d'Atlanta, Pérec conserve sa médaille d'or remportée à Barcelone. Elle devance, avec un temps de 48 s 25 sa principale concurrente, l'Australienne Cathy Freeman de près de deux mètres. Le règne de Pérec s’achève en 1997 en raison de blessures et de maladies (mononucléose en 1998). Elle tente la passe de trois face à Freeman aux Jeux olympiques de Sydney en 2000 mais elle fuit les Jeux à cause d’une pression médiatique trop importante. Devant 112 000 spectateurs acquis à sa cause, Freeman remporte logiquement le titre olympique.

#### 2001-présent: le retour de l'Amérique
La retraite de Freeman après des Jeux de Sydney et celle de Pérec en 2003 marque une période moins faste pour le 400 mètres, malgré les courtes périodes de domination d'Ana Guevara (48 s 89 en 2003), et de Tonique Williams-Darling, championne olympique en 2004.
En 2006, on observe cependant un retour des Américaines avec notamment Sanya Richards, entraînée par Clyde Hart, l’ancien mentor de Michael Johnson. Richards gagne la Golden League par trois fois (2006, 2007 et 2009) mais échoue aux Championnats du monde 2007 (non qualifiée) et aux Jeux olympiques de Pékin (troisième) après des ennuis de santé. Néanmoins l'Américaine est la seule femme qui a couru en moins de 49 secondes ces dernières années (dont un 48 s 70 à Athènes en 2006). Depuis lors Richards est opposée à la Britannique Christine Ohuruogu (championne du monde 2007 et championne olympique 2008) sur qui plane de nombreux soupçons après des absences aux contrôles antidopage, ainsi qu'à sa compatriote Allyson Felix.

## Performances

### Records

#### Records du monde

Évolution du record du monde du 400 m masculin

Les premiers records du monde masculins ont été mesurés au milieu du XIXe siècle au Royaume-Uni. Néanmoins il faudra attendre l'arrivée des Jeux olympiques modernes, au début du XXe siècle pour voir les premiers records homologués (Jeux olympiques d'été de 1900 à Paris). Les premiers temps enregistrés l'ont été, au milieu du XIXe siècle, sur des pistes cendrées mesurant 440 yards. Il faudra attendre le tout début du XXe pour que l'on commence à homologuer les premiers records du monde.
Le record du monde masculin a peu progressé en un siècle et demi. On court aujourd'hui le 400 m à peu près 10 secondes plus rapidement qu'à cette époque. On remarque, par ailleurs, que la progression la plus importante a eu lieu entre 1960 et 1968 : en effet, en huit ans, le record du monde a été amélioré de plus d'une seconde (44 s 9 à 43 s 8). Cette progression fulgurante s'explique essentiellement par deux facteurs : d'une part l'avènement d'un nouveau matériel comme les pistes synthétiques et d'autre part le fait que les athlètes ont commencé à adopter de nouvelles techniques de course en accord avec les avancées médicales. Le record du monde du 400 mètres est actuellement détenu, pour les hommes, par le sud-africain Wayde van Niekerk, avec un temps de 43 s 03, établi le 14 août 2016 lors des JO de Rio de Janeiro. Le précédent record était détenu depuis le 26 août 1999 par l'Américain Michael Johnson, avec un temps de 43 s 18 établi lors des Championnats du monde de Séville.
Le recensement des records du monde du 400 m féminin est plus tardif que chez les hommes. Les record du monde ont été homologués par la FSFI avant l'avènement de l'IAAF. Cette distance a connu un essor considérable après la Seconde Guerre mondiale car le record du monde a progressé de presque neuf secondes entre 1950 et 1985. Le record, aujourd'hui contesté, est officiellement détenu par l'Allemande (ex-RDA) Marita Koch, en 47 s 60, depuis le 6 octobre 1985. Seules trois athlètes se sont ensuite approchées à moins d'une seconde de ce record : Marie-José Pérec en finale aux Jeux olympiques d'Atlanta 1996 en 48 s 25 (record olympique), puis Salwa Eid Naser en 48 s 14 suivie par Shaunae Miller-Uibo en 48 s 37, en finale des Championnats du monde d'athlétisme 2019 à Doha. Au XXIe siècle, outre ces performances, cette distance se court au mieux en 49 secondes chez les femmes, ce qui continue d'entacher le record de Koch de soupçons liés à la pratique dopante étatisée à l'époque en RDA pour ses sportifs de haut niveau. En 1991, Brigitte Berendonk et Werner Franke, deux opposants au dopage, ont pu mettre la main sur plusieurs mémoires et thèses qu'avaient rédigés d'anciens chercheurs en produits dopants de RDA et qui se trouvaient à l'Académie médicale militaire de Bad Saarow. En se fondant sur ces travaux, ils ont pu reconstituer la pratique du dopage telle qu'elle était organisée par l'État sur beaucoup de grands sportifs de RDA, parmi lesquels Marita Koch. Si l'on en croit les documents, elle aurait reçu de 1981 à 1984 de hautes doses de Turinabol oral. Cette substance était réputée indétectable si l’on arrête le traitement cinq jours avant les épreuves.
En 2012, une technique est mise au point pour détecter la présence de dérivé de testostérone dans les urines. D’où les contrôles positifs à rebours sur les Jeux olympiques de 2008 à Pékin et de 2012 à Londres.
Marita Koch a toujours nié avoir pris ces produits dopants.
|              | Genre | Performance | Athlète           | Date            | Lieu            |
| En plein air | M     | 43 s 03     | Wayde van Niekerk | 14 août 2016    | Rio de Janeiro  |
| En plein air | F     | 47 s 60     | Marita Koch       | 6 octobre 1985  | Canberra        |
| En salle     | M     | 44 s 52     | Michael Norman    | 10 mars 2018    | College Station |
| En salle     | F     | 49 s 26     | Femke Bol         | 19 février 2023 | Apeldoorn       |

#### Records continentaux
| Continent                                       | Hommes  | Hommes               | Hommes            | Femmes  | Femmes              | Femmes          |
| Continent                                       | Temps   | Athlète              | Date              | Temps   | Athlète             | Date            |
| ----------------------------------------------- | ------- | -------------------- | ----------------- | ------- | ------------------- | --------------- |
| Afrique                                         | 43 s 03 | Wayde van Niekerk    | 14 août 2016      | 49 s 10 | Falilat Ogunkoya    | 29 juillet 1996 |
| Asie                                            | 43 s 93 | Youssef Masrahi      | 23 août 2015      | 48 s 14 | Salwa Eid Naser     | 3 octobre 2019  |
| Europe (progression)                            | 44 s 07 | Matthew Hudson-Smith | 30 mai 2024       | 47 s 60 | Marita Koch         | 6 octobre 1985  |
| Amérique du Nord, Amérique centrale et Caraïbes | 43 s 18 | Michael Johnson      | 26 août 1999      | 48 s 36 | Shaunae Miller-Uibo | 6 août 2019     |
| Océanie                                         | 44 s 38 | Darren Clark         | 26 septembre 1988 | 48 s 63 | Cathy Freeman       | 29 juillet 1996 |
| Amérique du Sud                                 | 43 s 93 | Anthony Zambrano     | 2 août 2021       | 49 s 64 | Ximena Restrepo     | 5 août 1992     |

| Continent                                                 | Hommes  | Hommes                           | Hommes                     | Femmes  | Femmes         | Femmes           |
| Continent                                                 | Temps   | Athlète                          | Date                       | Temps   | Athlète        | Date             |
| --------------------------------------------------------- | ------- | -------------------------------- | -------------------------- | ------- | -------------- | ---------------- |
| Afrique (records)                                         | 45 s 18 | Eugene Omalla                    | 23 février 2024            | 50 s 73 | Charity Opara  | 1er février 1998 |
| Asie (records)                                            | 45 s 39 | Abdelalelah Haroun               | 19 février 2015            | 51 s 45 | Kemi Adekoya   | 19 mars 2016     |
| Europe (records, progression)                             | 45 s 05 | Thomas Schönlebe Karsten Warholm | 5 février 1988 2 mars 2019 | 49 s 17 | Femke Bol      | 2 mars 2024      |
| Amérique du Nord, Amérique centrale et Caraïbes (records) | 44 s 52 | Michael Norman                   | 10 mars 2018               | 49 s 48 | Britton Wilson | 11 mars 2023     |
| Océanie (records)                                         | 45 s 44 | Steven Solomon                   | 23 février 2018            | 52 s 17 | Maree Holland  | 4 mars 1989      |
| Amérique du Sud (records)                                 | 46 s 07 | Jhon Perlaza                     | 29 mars 2019               | 51 s 57 | Aliyah Abrams  | 18 mars 2022     |

### Dix meilleures performances de tous les temps
| Rang | Temps   | Athlète           | Lieu           | Date            |
| ---- | ------- | ----------------- | -------------- | --------------- |
| 1    | 43 s 03 | Wayde van Niekerk | Rio de Janeiro | 14 août 2016    |
| 2    | 43 s 18 | Michael Johnson   | Séville        | 26 août 1999    |
| 3    | 43 s 29 | Butch Reynolds    | Zurich         | 17 août 1988    |
| 4    | 43 s 39 | Michael Johnson   | Göteborg       | 9 août 1995     |
| 5    | 43 s 44 | Michael Johnson   | Atlanta        | 19 juin 1996    |
| 6    | 43 s 45 | Jeremy Wariner    | Osaka          | 31 août 2007    |
| 6    | 43 s 45 | Michael Norman    | Torrance       | 20 avril 2019   |
| 8    | 43 s 48 | Wayde van Niekerk | Pékin          | 26 août 2015    |
| 8    | 43 s 48 | Steven Gardiner   | Doha           | 5 octobre 2019  |
| 10   | 43 s 49 | Michael Johnson   | Atlanta        | 29 juillet 1996 |

| Rang | Temps   | Athlète                 | Lieu      | Date             |
| ---- | ------- | ----------------------- | --------- | ---------------- |
| 1    | 47 s 60 | Marita Koch             | Canberra  | 6 octobre 1985   |
| 2    | 47 s 99 | Jarmila Kratochvílová   | Helsinki  | 10 août 1983     |
| 3    | 48 s 14 | Salwa Eid Naser         | Doha      | 3 octobre 2019   |
| 4    | 48 s 16 | Marita Koch             | Athènes   | 8 septembre 1982 |
| 4    | 48 s 16 | Marita Koch             | Prague    | 16 août 1984     |
| 6    | 48 s 22 | Marita Koch             | Stuttgart | 28 août 1986     |
| 7    | 48 s 25 | Marie-José Pérec        | Atlanta   | 29 juillet 1996  |
| 8    | 48 s 26 | Marita Koch             | Dresde    | 27 juillet 1984  |
| 9    | 48 s 27 | Olga Vladykina-Bryzgina | Canberra  | 6 octobre 1985   |
| 10   | 48 s 36 | Shaunae Miller-Uibo     | Tokyo     | 6 août 2021      |

### Meilleurs performeurs de l'histoire
| Rang | Temps   | Athlète              | Lieu           | Date            |
| 1    | 43 s 03 | Wayde van Niekerk    | Rio de Janeiro | 14 août 2016    |
| 2    | 43 s 18 | Michael Johnson      | Séville        | 26 août 1999    |
| 3    | 43 s 29 | Harry Butch Reynolds | Zurich         | 17 août 1988    |
| 4    | 43 s 45 | Jeremy Wariner       | Osaka          | 31 août 2007    |
| 4    | 43 s 45 | Michael Norman       | Torrance       | 20 avril 2019   |
| 6    | 43 s 48 | Steven Gardiner      | Doha           | 4 octobre 2019  |
| 7    | 43 s 50 | Quincy Watts         | Barcelone      | 5 août 1992     |
| 8    | 43 s 64 | Fred Kerley          | Des Moines     | 27 juillet 2019 |
| 9    | 43 s 65 | LaShawn Merritt      | Pékin          | 26 août 2015    |
| 10   | 43 s 70 | Champion Allison     | Eugene         | 25 juin 2022    |

| Rang | Temps   | Athlète                 | Lieu     | Date              |
| 1    | 47 s 60 | Marita Koch             | Canberra | 6 octobre 1985    |
| 2    | 47 s 99 | Jarmila Kratochvílová   | Helsinki | 10 août 1983      |
| 3    | 48 s 14 | Salwa Eid Naser         | Doha     | 3 octobre 2019    |
| 4    | 48 s 25 | Marie-José Pérec        | Atlanta  | 29 juillet 1996   |
| 5    | 48 s 27 | Olga Vladykina-Bryzgina | Canberra | 6 octobre 1985    |
| 6    | 48 s 36 | Shaunae Miller-Uibo     | Tokyo    | 6 août 2021       |
| 7    | 48 s 57 | Nickisha Pryce          | Londres  | 20 juillet 2024   |
| 8    | 48 s 59 | Taťána Kocembová        | Helsinki | 10 août 1983      |
| 9    | 48 s 63 | Cathy Freeman           | Atlanta  | 29 juillet 1996   |
| 10   | 48 s 70 | Sanya Richards          | Athènes  | 16 septembre 2006 |

### Meilleures performances mondiales de l'année
L'usage des temps électriques en athlétisme est assez ancien. Dès les Jeux olympiques de Berlin en 1936, on prenait déjà des temps au centième de seconde. Pourtant il faudra attendre le milieu des années 1960, et plus précisément les Jeux olympiques de Mexico, en 1968, pour voir le chronométrage électrique supplanter le chronométrage manuel et se répandre à travers le monde, ce qui explique l'absence dans le tableau du paragraphe suivant de quelques performances. L'évolution des systèmes de chronométrages rend aujourd'hui possible le départage des coureurs au millième de seconde.
Il faut aussi savoir que les anglo-saxons ont utilisé pendant très longtemps des pistes (ou des piscines pour la natation) mesurées en yard, ce qui n'a pas facilité l'unification des temps sur les différentes distances olympiques dans l'athlétisme. Il faudra là encore attendre les années 1960 pour que les pistes américaines, notamment, passent de 440 yards (environ 402 mètres) à 400 mètres.
Les Jeux olympiques de Mexico marquent aussi l'avènement des pistes en matériaux synthétiques qui remplacent la terre battue habituelle, ce qui aura pour conséquence d'améliorer les performances, les pistes synthétiques renvoyant mieux les impacts des appuis des coureurs. Il est à noter que les pistes doivent être homologuées pour que le temps réalisé avec le soit aussi. Enfin l'utilisation de pistes en altitude (celle de Mexico par exemple est située à plus de 2 000 mètres) améliore considérablement les performances des athlètes. Enfin, la vitesse du vent n' est pas mesurée sur le 400 m compte tenu du fait que les coureurs ont successivement du vent de face et du vent de dos.
Otis Davis fut le premier homme à être passé pour la première fois sous les 45 secondes, en chronométrage manuel. En revanche, c'est Wendell Mottley, le Trinidadien, qui a établi en 1966 la première performance officielle sous cette limite (44 s 84) grâce au chronométrage électrique. Lee Evans fut, quant à lui, le premier à courir un 400 m en moins de 44 secondes. Il est à noter que lors de la course (finale olympique des Jeux olympiques de Mexico) le chronomètre s'était arrêté à 43 s 79, avant d'être rectifié à 43 s 86, ce qui en dit long sur les imprécisions de ces premiers systèmes de mesure.

#### En plein air
| Année | Temps                          | Athlète                        | Lieu                           | Date                           |
| ----- | ------------------------------ | ------------------------------ | ------------------------------ | ------------------------------ |
| 1960  | 45 s 07                        | Otis Davis                     | Rome                           | 09/09/1960                     |
| 1961  | aucune performance répertoriée | aucune performance répertoriée | aucune performance répertoriée | aucune performance répertoriée |
| 1962  | aucune performance répertoriée | aucune performance répertoriée | aucune performance répertoriée | aucune performance répertoriée |
| 1963  | aucune performance répertoriée | aucune performance répertoriée | aucune performance répertoriée | aucune performance répertoriée |
| 1964  | 45 s 15                        | Mike Larrabee                  | Tokyo                          | 19/10/1964                     |
| 1965  | aucune performance répertoriée | aucune performance répertoriée | aucune performance répertoriée | aucune performance répertoriée |
| 1966  | 44 s 84                        | Wendell Mottley                | Kingston                       | 11/08/1966                     |
| 1967  | 44 s 95                        | Lee Evans                      | Winnipeg                       | 30/07/1967                     |
| 1968  | 43 s 86A (WR)                  | Lee Evans                      | Mexico                         | 18/10/1968                     |
| 1969  | 44 s 67y                       | Curtis Mills                   | Knoxville                      | 30/06/1969                     |
| 1970  | 45 s 01                        | Charles Asati                  | Édimbourg                      | 23/07/1970                     |
| 1971  | 44 s 60A                       | John Smith                     | Cali                           | 01/08/1971                     |
| 1972  | 44 s 66                        | Vince Matthews                 | Munich                         | 07/09/1972                     |
| 1973  | 44 s 85y                       | Maurice Peoples                | Bâton-Rouge                    | 09/06/1973                     |
| 1974  | 44 s 98y                       | Larance Jones                  | Austin                         | 13/04/1974                     |
| 1975  | 44 s 45A                       | Ronald Ray                     | Mexico                         | 18/10/1975                     |
| 1976  | 44 s 26                        | Alberto Juantorena             | Montréal                       | 29/07/1976                     |
| 1977  | 44 s 65                        | Alberto Juantorena             | La Havane                      | 13/09/1977                     |
| 1978  | 44 s 27A                       | Alberto Juantorena             | Medellín                       | 16/07/1978                     |
| 1979  | 44 s 92                        | Harald Schmid                  | Stuttgart                      | 11/08/1979                     |
| 1980  | 44 s 60                        | Viktor Markin                  | Moscou                         | 30/07/1980                     |
| 1981  | 44 s 58                        | Bert Cameron                   | Bâton-Rouge                    | 06/06/1981                     |
| 1982  | 44 s 68                        | Sunder Nix                     | Indianapolis                   | 24/07/1982                     |
| 1983  | 44 s 50                        | Erwin Skamrahl                 | Munich                         | 26/07/1983                     |
| 1984  | 44 s 27                        | Alonzo Babers                  | Los Angeles                    | 08/08/1984                     |
| 1985  | 44 s 47                        | Michael Franks                 | Canberra                       | 05/10/1985                     |
| 1986  | 44 s 30                        | Gabriel Tiacoh                 | Indianapolis                   | 07/06/1986                     |
| 1987  | 44 s 10                        | Harry "Butch" Reynolds         | Columbus                       | 03/05/1987                     |
| 1988  | 43 s 29 (WR)                   | Harry "Butch" Reynolds         | Zurich                         | 17/08/1988                     |
| 1989  | 44 s 27                        | Antonio Pettigrew              | Houston                        | 17/06/1989                     |
| 1990  | 44 s 06                        | Danny Everett                  | Séville                        | 30/05/1990                     |
| 1991  | 44 s 17                        | Michael Johnson                | Lausanne                       | 10/07/1991                     |
| 1992  | 43 s 50                        | Quincy Watts                   | Barcelone                      | 05/08/1992                     |
| 1993  | 43 s 65                        | Michael Johnson                | Stuttgart                      | 17/08/1993                     |
| 1994  | 43 s 90                        | Michael Johnson                | Madrid                         | 06/09/1994                     |
| 1995  | 43 s 39                        | Michael Johnson                | Göteborg                       | 09/08/1995                     |
| 1996  | 43 s 44                        | Michael Johnson                | Atlanta                        | 19/06/1996                     |
| 1997  | 43 s 75                        | Michael Johnson                | Waco                           | 19/04/1997                     |
| 1998  | 43 s 68                        | Michael Johnson                | Zurich                         | 12/08/1998                     |
| 1999  | 43 s 18 (WR)                   | Michael Johnson                | Séville                        | 26/08/1999                     |
| 2000  | 43 s 68                        | Michael Johnson                | Sacramento                     | 16/07/2000                     |
| 2001  | 44 s 28                        | Tyree Washington               | Los Angeles                    | 12/05/2001                     |
| 2002  | 44 s 45                        | Leonard Byrd                   | Bélem                          | 05/05/2002                     |
| 2003  | 44 s 33                        | Tyree Washington               | Palo Alto                      | 21/06/2003                     |
| 2004  | 44 s 00                        | Jeremy Wariner                 | Athènes                        | 23/08/2004                     |
| 2005  | 43 s 93                        | Jeremy Wariner                 | Helsinki                       | 12/08/2005                     |
| 2006  | 43 s 62                        | Jeremy Wariner                 | Rome                           | 14/07/2006                     |
| 2007  | 43 s 45                        | Jeremy Wariner                 | Osaka                          | 31/08/2007                     |
| 2008  | 43 s 75                        | LaShawn Merritt                | Pékin                          | 21/08/2008                     |
| 2009  | 44 s 06                        | LaShawn Merritt                | Berlin                         | 21/08/2009                     |
| 2010  | 44 s 13                        | Jeremy Wariner                 | Zurich                         | 19/08/2010                     |
| 2011  | 44 s 35                        | LaShawn Merritt                | Daegu                          | 28/08/2011                     |
| 2012  | 43 s 94                        | Kirani James                   | Londres                        | 06/08/2012                     |
| 2013  | 43 s 74                        | LaShawn Merritt                | Moscou                         | 13/08/2013                     |
| 2014  | 43 s 74                        | Kirani James                   | Lausanne                       | 03/07/2014                     |
| 2015  | 43 s 48                        | Wayde van Niekerk              | Pékin                          | 26/08/2015                     |
| 2016  | 43 s 03 (WR)                   | Wayde van Niekerk              | Rio de Janeiro                 | 14/08/2016                     |
| 2017  | 43 s 62                        | Wayde van Niekerk              | Lausanne                       | 06/07/2017                     |
| 2018  | 43 s 61                        | Michael Norman                 | Eugene                         | 08/06/2018                     |
| 2019  | 43 s 45                        | Michael Norman                 | Torrance                       | 20/04/2019                     |
| 2020  | 44 s 91                        | Justin Robinson                | Marietta                       | 15/08/2020                     |
| 2021  | 43 s 85                        | Randolph Ross                  | Eugene                         | 11 juin 2021                   |
| 2022  | 43 s 56                        | Michael Norman                 | Eugene                         | 25 juin 2022                   |
| 2023  | 43 s 74                        | Steven Gardiner                | Székesfehérvár                 | 18 juillet 2023                |

| Année | Temps                          | Athlète                        | Lieu                           | Date                           |
| ----- | ------------------------------ | ------------------------------ | ------------------------------ | ------------------------------ |
| 1974  | 50 s 14 (WR)                   | Riitta Salin                   | Rome                           | 04/09/1974                     |
| 1975  | aucune performance répertoriée | aucune performance répertoriée | aucune performance répertoriée | aucune performance répertoriée |
| 1976  | 49 s 28 (WR)                   | Irena Szewińska                | Montréal                       | 29/07/1976                     |
| 1977  | 49 s 52                        | Irena Szewińska                | Düsseldorf                     | 03/09/1977                     |
| 1978  | 48 s 94 (WR)                   | Marita Koch                    | Prague                         | 31/08/1978                     |
| 1979  | 48 s 60 (WR)                   | Marita Koch                    | Turin                          | 04/08/1979                     |
| 1980  | 48 s 88                        | Marita Koch                    | Moscou                         | 28/07/1980                     |
| 1981  | 48 s 61                        | Jarmila Kratochvílová          | Rome                           | 06/09/1981                     |
| 1982  | 48 s 16 (WR)                   | Marita Koch                    | Athènes                        | 08/09/1982                     |
| 1983  | 47 s 99 (WR)                   | Jarmila Kratochvílová          | Helsinki                       | 10/08/1983                     |
| 1984  | 48 s 16                        | Marita Koch                    | Prague                         | 16/08/1984                     |
| 1985  | 47 s 60 (WR)                   | Marita Koch                    | Canberra                       | 06/10/1985                     |
| 1986  | 48 s 22                        | Marita Koch                    | Stuttgart                      | 28/08/1986                     |
| 1987  | 49 s 38                        | Olga Bryzgina                  | Rome                           | 31/08/1987                     |
| 1988  | 48 s 65                        | Olga Bryzgina                  | Seoul                          | 26/09/1988                     |
| 1989  | 50 s 01                        | Ana Fidelia Quirot             | Duisbourg                      | 26/08/1989                     |
| 1990  | 49 s 50                        | Grit Breuer                    | Split                          | 290/08/1990                    |
| 1991  | 49 s 13                        | Marie-José Pérec               | Tokyo                          | 27/08/1991                     |
| 1992  | 48 s 83                        | Marie-José Pérec               | Barcelone                      | 05/08/1992                     |
| 1993  | 49 s 81                        | Yuqin Ma                       | Pékin                          | 11/09/1993                     |
| 1994  | 49 s 77                        | Marie-José Pérec               | Paris                          | 03/09/1994                     |
| 1995  | 49 s 28                        | Marie-José Pérec               | Göteborg                       | 08/08/1995                     |
| 1996  | 48 s 25                        | Marie-José Pérec               | Atlanta                        | 29/07/1996                     |
| 1997  | 49 s 39                        | Cathy Freeman                  | Oslo                           | 04/07/1997                     |
| 1998  | 49 s 29                        | Charity Opara                  | Rome                           | 14/07/1998                     |
| 1999  | 49 s 62                        | Falilat Ogunkoya               | Lagos                          | 31/07/1999                     |
| 2000  | 49 s 11                        | Cathy Freeman                  | Sydney                         | 25/09/2000                     |
| 2001  | 49 s 59                        | Katharine Merry                | Athènes                        | 11/06/2001                     |
| 2002  | 49 s 16                        | Ana Guevara                    | Zurich                         | 16/08/2002                     |
| 2003  | 48 s 89                        | Ana Guevara                    | Paris St-Denis                 | 27/08/2003                     |
| 2004  | 49 s 07                        | Tonique Williams-Darling       | Berlin                         | 12/09/2004                     |
| 2005  | 48 s 92                        | Sanya Richards                 | Zurich                         | 19/08/2005                     |
| 2006  | 48 s 70                        | Sanya Richards                 | Athènes                        | 16/09/2006                     |
| 2007  | 49 s 27                        | Sanya Richards                 | Berlin                         | 16/09/2007                     |
| 2008  | 49 s 62                        | Christine Ohuruogu             | Pékin                          | 19/08/2008                     |
| 2009  | 48 s 83                        | Sanya Richards                 | Bruxelles                      | 04/09/2009                     |
| 2010  | 49 s 64                        | Debbie Dunn                    | Des Moines                     | 26/06/2010                     |
| 2011  | 49 s 35                        | Anastasiya Kapachinskaya       | Tcheboksary                    | 22/07/2011                     |
| 2012  | 49 s 28                        | Sanya Richards                 | Eugene                         | 24/06/2012                     |
| 2013  | 49 s 33                        | Amantle Montsho                | Monaco                         | 19/07/2013                     |
| 2014  | 49 s 48                        | Francena McCorory              | Sacramento                     | 28/06/2014                     |
| 2015  | 49 s 26                        | Allyson Felix                  | Pékin                          | 27/08/2015                     |
| 2016  | 49 s 44                        | Shaunae Miller                 | Rio de Janeiro                 | 15/08/2016                     |
| 2017  | 49 s 46                        | Shaunae Miller-Uibo            | Bruxelles                      | 01/09/2017                     |
| 2018  | 48 s 97                        | Shaunae Miller-Uibo            | Monaco                         | 20/07/2018                     |
| 2019  | 48 s 14                        | Salwa Eid Naser                | Doha                           | 03/10/2019                     |
| 2020  | 50 s 42                        | Beatrice Masilingi             | Pretoria                       | 12/12/2020                     |
| 2021  | 48 s 36                        | Shaunae Miller-Uibo            | Tokyo                          | 6 août 2021                    |
| 2022  | 48 s 99                        | Marileidy Paulino              | Zurich                         | 9 septembre 2022               |
| 2023  | 48 s 74                        | Sydney McLaughlin-Levrone      | Eugene                         | 8 juillet 2023                 |

#### En salle
| Année | Temps        | Athlète             | Lieu            | Date       |
| 1980  | 46 s 29      | Nikolay Chernetskiy |                 |            |
| 1981  | 45 s 69      | Hartmut Weber       |                 |            |
| 1982  | 46 s 46A     | Carl Meyor          |                 |            |
| 1983  | 46 s 20      | Yevgeniy Lomtev     |                 |            |
| 1984  | 45 s 79      | Antonio McKay       |                 |            |
| 1985  | 45 s 56      | Todd Bennett        | Le Pirée        | 03/03/1985 |
| 1986  | 45 s 41      | Thomas Schonlebe    | Vienne          | 09/02/1986 |
| 1987  | 45 s 98      | Antonio McKay       |                 |            |
| 1988  | 45 s 00 (WR) | Thomas Schonlebe    | Sindelfingen    | 05/02/1988 |
| 1989  | 45 s 59      | Antonio McKay       |                 |            |
| 1990  | 45 s 05      | Danny Everett       | Stuttgart       | 04/02/1990 |
| 1991  | 45 s 40      | Danny Everett       | Stuttgart       | 10/02/1990 |
| 1992  | 45 s 02      | Danny Everett       | Stuttgart       | 02/02/1992 |
| 1993  | 45 s 14      | Michael Johnson     | Birmingham      | 20/02/1993 |
| 1994  | 45 s 17      | Michael Johnson     | Birmingham      | 26/02/1994 |
| 1995  | 44 s 63 (WR) | Michael Johnson     | Atlanta         | 04/03/1995 |
| 1996  | 44 s 66      | Michael Johnson     | Atlanta         | 02/03/1996 |
| 1997  | 45 s 39      | Jamie Baulch        | Birmingham      | 09/02/1997 |
| 1998  | 45 s 05      | Alvin Harrison      | Atlanta         | 28/02/1998 |
| 1999  | 45 s 50      | Angelo Taylor       | Atlanta         | 27/02/1999 |
| 2000  | 45 s 54      | James Davis         | Atlanta         | 04/03/2000 |
| 2001  | 45 s 46      | Andrew Pierce       | State College   | 25/02/2001 |
| 2002  | 45 s 35      | Alleyne Francique   | Fayetteville    | 24/02/2002 |
| 2003  | 45 s 34      | Tyree Washington    | Birmingham      | 16/03/2003 |
| 2004  | 45 s 39      | Jeremy Wariner      | Fayetteville    | 13/03/2004 |
| 2005  | 44 s 57 (WR) | Kerron Clement      | Fayetteville    | 12/03/2005 |
| 2006  | 45 s 28      | Xavier Carter       | Fayetteville    | 11/03/2006 |
| 2007  | 45 s 51      | LaShawn Merritt     | Fayetteville    | 09/02/2007 |
| 2008  | 45 s 67      | Tyler Christopher   | Valence         | 09/03/2008 |
| 2009  | 45 s 69      | Michael Bingham     | College Station | 14/03/2009 |
| 2010  | 45 s 03      | Torrin Lawrence     | Fayetteville    | 12/02/2010 |
| 2011  | 44 s 80      | Kirani James        | Fayetteville    | 27/02/2011 |
| 2012  | 45 s 11      | Nery Brenes         | Istanbul        | 10/03/2012 |
| 2013  | 45 s 15      | Deon Lendore        | Fayetteville    | 23/02/2013 |
| 2014  | 45 s 03      | Deon Lendore        | College Station | 01/03/2014 |
| 2015  | 45 s 27      | Pavel Maslák        | Prague          | 22/02/2015 |
| 2016  | 45 s 20      | Bralon Taplin       | College Station | 16/01/2016 |
| 2017  | 44 s 85      | Fred Kerley         | College Station | 11/03/2017 |
| 2018  | 44 s 52 (WR) | Michael Norman      | College Station | 10/03/2018 |

| Année | Temps                          | Athlète                        | Lieu                           | Date                           |
| 1980  | aucune performance répertoriée | aucune performance répertoriée | aucune performance répertoriée | aucune performance répertoriée |
| 1981  | 49 s 64 (WR)                   | Jarmila Kratochvílová          | Vienne                         | 28/01/1981                     |
| 1982  | 49 s 59 (WR)                   | Jarmila Kratochvílová          | Milan                          | 07/03/1982                     |
| 1983  | 49 s 69                        | Jarmila Kratochvílová          | Budapest (SC)                  | 06/03/2008                     |
| 1984  | 49 s 76                        | Tatána Kocembová               | Vienne                         | 02/02/1984                     |
| 1985  |                                |                                |                                |                                |
| 1986  | 50 s 81                        | Sabine Busch                   | Berlin (DH)                    | 08/02/1986                     |
| 1987  | 50 s 81                        | Olga Bryzgina                  | Moscou                         | 14/02/1987                     |
| 1988  | 50 s 28                        | Petra Schersing                | Budapest (SC)                  | 06/03/1988                     |
| 1989  |                                |                                |                                |                                |
| 1990  |                                |                                |                                |                                |
| 1991  | 50 s 64                        | Diane Dixon                    | Séville                        | 10/03/1991                     |
| 1992  |                                |                                |                                |                                |
| 1993  |                                |                                |                                |                                |
| 1994  |                                |                                |                                |                                |
| 1995  | 50 s 23                        | Irina Privalova                | Barcelone                      | 12/03/1995                     |
| 1996  |                                |                                |                                |                                |
| 1997  |                                |                                |                                |                                |
| 1998  | 50 s 45                        | Grit Breuer                    | Valence                        | 01/03/1998                     |
| 1999  | 48 s 80 (WR)                   | Grit Breuer                    | Maebashi                       | 07/03/1999                     |
| 2000  | 52 s 56                        | Moushaumi Robinson             | Ames                           | 26/02/2000                     |
| 2001  | 50 s 42                        | Olga Kotlyarova                | Moscou                         | 27/01/2001                     |
| 2002  | 51 s 17                        | Natalya Antyukh                | Birmingham                     | 17/02/2002                     |
| 2003  | 50 s 52                        | Natalya Nazarova               | Moscou                         | 26/02/2003                     |
| 2004  | 49 s 68                        | Natalya Nazarova               | Moscou                         | 18/02/2004                     |
| 2005  | 50 s 41                        | Svetlana Pospelova             | Madrid                         | 05/03/2005                     |
| 2006  | 49 s 98                        | Natalya Nazarova               | Moscou                         | 18/02/2006                     |
| 2007  | 50 s 02                        | Nicola Sanders                 | Birmingham                     | 03/03/2007                     |
| 2008  | 51 s 09                        | Olesya Zykina                  | Moscou Valence                 | 09/02/2008 09/03/2008          |
| 2009  | 50 s 55                        | Antonina Krivoshapka           | Moscou                         | 14/02/2009                     |
| 2010  | 50 s 54                        | Francena McCorory              | Fayetteville                   | 13/03/2010                     |
| 2011  | 50 s 79                        | Jessica Beard                  | College Station                | 12/03/2011                     |
| 2012  | 50 s 71                        | Sanya Richards-Ross            | Albuquerque                    | 26/02/2012                     |
| 2013  | 50 s 85                        | Perri Shakes-Drayton           | Göteborg                       | 03/03/2013                     |
| 2014  | 50 s 46                        | Phyllis Francis                | Albuquerque                    | 15/03/2014                     |
| 2015  | 51 s 12                        | Courtney Okolo                 | Fayetteville                   | 14/03/2015                     |
| 2016  | 51 s 45                        | Oluwakemi Adekoya              | Portland                       | 19/03/2016                     |
| 2017  | 51 s 07                        | Kendall Ellis                  | College Station                | 11/03/2017                     |
| 2018  | 50 s 34                        | Kendall Ellis                  | College Station                | 10/03/2018                     |

## Palmarès olympique et mondial
| Rang | Temps   | Athlète           | Lieu           | Date            |
| ---- | ------- | ----------------- | -------------- | --------------- |
| 1    | 43 s 03 | Wayde van Niekerk | Rio de Janeiro | 14 août 2016    |
| 2    | 43 s 18 | Michael Johnson   | Séville        | 26 août 1999    |
| 3    | 43 s 29 | Butch Reynolds    | Zurich         | 17 août 1988    |
| 4    | 43 s 39 | Michael Johnson   | Göteborg       | 9 août 1995     |
| 5    | 43 s 44 | Michael Johnson   | Atlanta        | 19 juin 1996    |
| 6    | 43 s 45 | Jeremy Wariner    | Osaka          | 31 août 2007    |
| 6    | 43 s 45 | Michael Norman    | Torrance       | 20 avril 2019   |
| 8    | 43 s 48 | Wayde van Niekerk | Pékin          | 26 août 2015    |
| 8    | 43 s 48 | Steven Gardiner   | Doha           | 5 octobre 2019  |
| 10   | 43 s 49 | Michael Johnson   | Atlanta        | 29 juillet 1996 |

| Rang | Temps   | Athlète                 | Lieu      | Date             |
| ---- | ------- | ----------------------- | --------- | ---------------- |
| 1    | 47 s 60 | Marita Koch             | Canberra  | 6 octobre 1985   |
| 2    | 47 s 99 | Jarmila Kratochvílová   | Helsinki  | 10 août 1983     |
| 3    | 48 s 14 | Salwa Eid Naser         | Doha      | 3 octobre 2019   |
| 4    | 48 s 16 | Marita Koch             | Athènes   | 8 septembre 1982 |
| 4    | 48 s 16 | Marita Koch             | Prague    | 16 août 1984     |
| 6    | 48 s 22 | Marita Koch             | Stuttgart | 28 août 1986     |
| 7    | 48 s 25 | Marie-José Pérec        | Atlanta   | 29 juillet 1996  |
| 8    | 48 s 26 | Marita Koch             | Dresde    | 27 juillet 1984  |
| 9    | 48 s 27 | Olga Vladykina-Bryzgina | Canberra  | 6 octobre 1985   |
| 10   | 48 s 36 | Shaunae Miller-Uibo     | Tokyo     | 6 août 2021      |

| Rang | Temps   | Athlète           | Lieu           | Date            |
| ---- | ------- | ----------------- | -------------- | --------------- |
| 1    | 43 s 03 | Wayde van Niekerk | Rio de Janeiro | 14 août 2016    |
| 2    | 43 s 18 | Michael Johnson   | Séville        | 26 août 1999    |
| 3    | 43 s 29 | Butch Reynolds    | Zurich         | 17 août 1988    |
| 4    | 43 s 39 | Michael Johnson   | Göteborg       | 9 août 1995     |
| 5    | 43 s 44 | Michael Johnson   | Atlanta        | 19 juin 1996    |
| 6    | 43 s 45 | Jeremy Wariner    | Osaka          | 31 août 2007    |
| 6    | 43 s 45 | Michael Norman    | Torrance       | 20 avril 2019   |
| 8    | 43 s 48 | Wayde van Niekerk | Pékin          | 26 août 2015    |
| 8    | 43 s 48 | Steven Gardiner   | Doha           | 5 octobre 2019  |
| 10   | 43 s 49 | Michael Johnson   | Atlanta        | 29 juillet 1996 |

| Rang | Temps   | Athlète                 | Lieu      | Date             |
| ---- | ------- | ----------------------- | --------- | ---------------- |
| 1    | 47 s 60 | Marita Koch             | Canberra  | 6 octobre 1985   |
| 2    | 47 s 99 | Jarmila Kratochvílová   | Helsinki  | 10 août 1983     |
| 3    | 48 s 14 | Salwa Eid Naser         | Doha      | 3 octobre 2019   |
| 4    | 48 s 16 | Marita Koch             | Athènes   | 8 septembre 1982 |
| 4    | 48 s 16 | Marita Koch             | Prague    | 16 août 1984     |
| 6    | 48 s 22 | Marita Koch             | Stuttgart | 28 août 1986     |
| 7    | 48 s 25 | Marie-José Pérec        | Atlanta   | 29 juillet 1996  |
| 8    | 48 s 26 | Marita Koch             | Dresde    | 27 juillet 1984  |
| 9    | 48 s 27 | Olga Vladykina-Bryzgina | Canberra  | 6 octobre 1985   |
| 10   | 48 s 36 | Shaunae Miller-Uibo     | Tokyo     | 6 août 2021      |

## Déclinaisons du 400 mètres

### Relais 4 × 400 mètres
Cette épreuve consiste en la succession de relais par quatre compétiteurs qui doivent chacun parcourir 400 mètres et se transmettre un témoin. La transmission du témoin se passe dans une zone de transmission de 20 mètres. Si le passage du témoin est réalisé avant ou après cette zone, c'est une faute éliminatoire du relais. Les épreuves se déroulent par équipe de club, et par catégorie d'âge. Aux Jeux olympiques et dans les championnats du Monde et continentaux, ce sont des équipes nationales qui sont engagées.

### 400 mètres paralympiques
Le 400 mètres paralympique est divisé dans les différentes sections paralympiques en fonction de la nature du handicap.

#### Records mondiaux T20
| Compétition    | Athlète                 | Temps | Lieu  | Date    | Catégorie |
| -------------- | ----------------------- | ----- | ----- | ------- | --------- |
| JO 2021        | Charles-Antoine KOUAKOU | 47"63 | Tokyo | 05/2021 | Hommes    |
| Mondiaux handi | Breanna Clark           | 56"33 |       | 2017    | Femmes    |